# Sarcocheilichthys sinensis
Sarcocheilichthys sinensis és una espècie de peix cipriniforme de la família dels ciprínids.